# Eduardo Langagne
Eduardo Langagne (Ciudad de México, 21 de diciembre de 1952) es un escritor y poeta mexicano. En 1980, ganó el Premio Casa de las Américas de Cuba; en poesía, por Donde habita el cangrejo. En 1994, con Cantos para una exposición obtuvo el Premio Nacional de poesía Aguascalientes. Actualmente es director general de la Fundación para las Letras Mexicanas. 

## Semblanza
Eduardo Langagne ha sido cofundador de las publicaciones y editoriales El Ciervo Herido, El Oso Hormiguero y Práctica de Vuelo, y ha colaborado en varias publicaciones, entre ellas: Tierra Adentro, Excélsior, el suplemento «La Jornada Semanal» de La Jornada, las revistas Plural y Memoranda. De 1978 a 1979 fue becario del INBA/FONAPAS. 
Es autor de una veintena de títulos de poesía, tres de narrativa, traducciones de literatura brasileña y portuguesa (por ejemplo 35 sonetos /35 Sonnets de Fernando Pessoa, Oaxaca, Calamus, 2006), así como literatura para niños (por ejemplo Meu cavalinho vermelho, Curitiba, Editora Positivo, colección «Sim, sim, salabim!», 2009). Aparece en múltiples antologías nacionales e internacionales, así como en el Diccionario de escritores mexicanos, de Aurora Ocampo (Instituto de Investigaciones Bibliográficas-UNAM, 1997). También está incluido en la Enciclopedia de México (SEP), a partir de la edición de 1987, así como en el Diccionario biobibliográfico de escritores contemporáneos de México, de Josefina Lara y Russell M. Cluff (INBA, Brigham Young University, 1988), entre otros diccionarios especializados. Participó en el libro colectivo de poesía para niños Hago de voz un cuerpo, compilación de María Baranda (Ciudad de México, Fondo de Cultura Económica, 2008), que ha obtenido diversos premios internacionales. 
Eduardo Langagne también ha realizado letra y música de canciones, que han sonado en las voces de Maru Enríquez, Eugenia León, Betsy Pecannins, Hebe Rosell, Cecilia Toussaint, Margie Bermejo, Susana Harp y otras cantantes. Con Arturo Márquez, en 2005, realizó la Cantata Sueños, de la que escribió el guion y los textos poéticos. Ha escrito guiones para música popular y de concierto, como Aún... el bolero, presentado en la Sala Principal del Palacio de Bellas Artes, con la participación de Marco Antonio Muñiz, Olga Guillot, Guadalupe Pineda y Los Tres Ases, en 2002. En 2011 escribió las letras en español del disco Agua de beber, de Eugenia León y en 2012 los textos y el guion del coral para niños Los niños emulantes con música de Jorge Cózatl. 
Ha participado en encuentros de decimeros y verso improvisado. Asimismo en la creación de poemas sonoros en el laboratorio artístico de experimentación sonora de Radio Educación, presentados en la bienal de radio e incluidos en el CD Ready Media, del Laboratorio Arte Alameda perteneciente al Consejo Nacional para la Cultura y las Artes. Ha conducido programas radiofónicos de difusión cultural, principalmente en Radio UNAM y Radio Educación. El video titulado Lo que quería cantar Eduardo Langagne, un programa de Claudio Isaac, producido en 2010, ha sido transmitido por TV UNAM. Leamos uno de sus poemas:
Piedras

no tenemos la casa todavía.

tenemos piedras, algunas.

trozos de pan, algo de vino tenemos

pero la casa no;

sin embargo tenemos oscuridad, 

porque luz no tenemos todavía;

tenemos algunas lágrimas y besos.

otras cosas igualmente ridículas tenemos,

pero la casa no. quizá

paredes que se levantan muy despacio,

mas no tenemos casa todavía

donde encontrar el frío, la soledad, 

la lluvia,

pero arriba, 

un cielo como sábana tenemos

y abajo un infierno delicioso

por donde deambulamos

recogiendo piedras.

“hoy no me llevas, muerte, calavera,

no me voy, no quiero ir.

hoy no voy ni entrego mi barco de papel,

mi brazo, mi guitarra, hoy no, 

hoy solamente tiro piedras,

poemas,

muchas piedras contra tu rostro

-no niego, dulce rostro-

tiro piedras,

me arranco el corazón y te lo arrojo.

hoy no, muerte, hoy no voy, no quiero,

necesito hacer la casa.”

y estoy vivo

cuando arrojo palabras, muchas palabras.

fuego.

## Libros de poesía
- Donde habita el cangrejo, La Habana, Casa de las Américas, 1980 (segunda edición: UNAM (colección El Ala del Tigre, 1996).
- Poemas para hacer una casa, Ciudad de México, Premiá, 1982.
- Los abuelos tercos, Ciudad de México, Oasis, 1983.
- Navegar es preciso, Ciudad de México, Fondo de Cultura Económica (colección Letras Mexicanas), 1987.
- ... a la manera del viejo escarabajo, Culiacán, Dirección de Investigación y Fomento de Cultura Regional del Gobierno del Estado de Sinaloa, 1991.
- Tabacalera, Ciudad de México, Dirección General de Publicaciones del Consejo Nacional para la Cultura y las Artes, 1992.
- Al otro lado del mar, Monterrey, Gobierno del Estado de Nuevo León, 1994.
- Como calles estrechas, Ciudad de México, Universidad Autónoma Metropolitana (serie Margen de Poesía), 1994.
- Cantos para una exposición, Ciudad de México, Joaquín Mortiz, 1995.
- XXX sonetos, Pueblo Nuevo de San Isidro Labrador, Ediciones Monte Carmelo, 1998.
- Romances anónimos, Ciudad de México, Secretaría de Relaciones Exteriores, 1999.
- La manzana en la cabeza, Ciudad de México, Verdehalago, 2000.
- El álbum blanco, Ciudad de México, Colibrí / Secretaría de Cultura del Estado de Puebla, 2004.
- Decíamos ayer... Poesía 1980-2000, ciudad de  México, Consejo Nacional para la Cultura y las Artes (Lecturas Mexicanas, cuarta serie), 2004.
- Décima ocasión, Obranegra, 2004.
- Vagabundo, Puebla, Poetas de una sola palabra, 2004.
- Lo que pasó esto fue, Monterrey, Consejo para la Cultura y las Artes de Nuevo León / Azor, 2009.
- Trenes, Ciudad de México, Parentalia, 2010.
- Reposo del guerrero, Bogotá, Universidad del Externado, 2012.
- Verdad posible, Ciudad de México, Fondo de Cultura Económica (Poesía), 2014.

## Premios y distinciones
- Poesía Casa de las Américas (1980), por Donde habita el cangrejo.
- Nacional de Letras Ramón López Velarde (1979), por Poemas para hacer una casa.
- Nacional de Literatura Gilberto Owen, en poesía (1990), por ...a la manera del viejo escarabajo.
- Premio Nacional de Poesía Aguascalientes (1994), por Cantos para una exposición.
- Premio Internacional de Poesía Salvador Díaz Mirón. Gobierno del Estado de Veracruz, 2003
- Medalla de plata de la Asociación para las Bellas Artes AC (APALBA) del Estado de Sonora, 2010
- Miembro del Sistema Nacional de Creadores de Arte